# Achet (kalendarz egipski)
Achet (Axt) – w starożytnym Egipcie pierwsza pora kalendarza egipskiego, w którym wylewał Nil. Pora achet trwała 120 dni od 19 lipca do 15 listopada. W skład pory achet wchodziły cztery miesiące. Po porze achet następowała pora wzrastania roślin – peret.

## Miesiące
| Nazwa miesiąca | Czas trwania miesiąca          |
| -------------- | ------------------------------ |
| Tot            | 19 lipca – 17 sierpnia         |
| Paofi          | 18 sierpnia – 16 września      |
| Atyr           | 17 września – 16 października  |
| Choiak         | 17 października – 15 listopada |